# Ram pam pam
«Ram pam pam» es una canción de la cantante dominicana Natti Natasha y la cantante estadounidense Becky G. La canción y su videoclip fueron publicados por Pina Records y Sony Music Latin el 20 de abril de 2021. Fue escrita por las dos cantantes junto a Francisco Saldaña, Jean Carlos Hernández Espinal, Rafael Pina, Ovimael Maldonado Burgos, Nino Karlo Segarra, Ramón Ayala, Justin Quiles, Siggy Vázquez, Elena Rose, Juan Manuel Frias, Valentina López y sus productores Jean Carlos Hernández Espinal, Rafael Pina. Es la tercera colaboración de Natasha y Gómez, después de «Sin pijama» y el remix de «Dura», ambos publicados en 2018.

## Antecedentes y lanzamiento
El 20 de abril de 2018, Gómez publicó «Sin pijama» con Natasha, una colaboración que se convertiría en un gran éxito, obteniendo la certificación de platino por la RIAA y acumulando 100 millones de visitas en tres semanas.

## Videoclip
El videoclip de «Ram pam pam» fue dirigido por el director venezolano Daniel Duran, quien colaboró constantemente con Gómez. Fue publicado junto con la canción el 20 de abril. Similar a «Sin pijama», el video cuenta con un cameo del cantante estadounidense Prince Royce.

## Presentaciones en vivo
Natasha y Gómez interpretaron «Ram pam pam» juntas por primera vez en The Tonight Show Starring Jimmy Fallon el 17 de mayo de 2021.

## Posicionamiento en listas
| Listas (2021)                            | Mejor posición |
| ---------------------------------------- | -------------- |
| Argentina (Argentina Hot 100)            | 8              |
| Colombia (National-Report)               | 89             |
| México Espanol Airplay (Billboard)       | 20             |
| Latin Digital Song Sales (Billboard)     | 6              |
| España (PROMUSICAE)                      | 16             |
| Estados Unidos (Hot Latin Songs)         | 12             |
| Estados Unidos (Billboard Latin Airplay) | 1              |

## Certificaciones
| Región            | Certificación | Ventas/Unidades |
| ----------------- | ------------- | --------------- |
| México (AMPROFON) | Oro           | 70,000          |
| Streaming         |               |                 |
| México (AMPROFON) | Oro           | 22,000,000      |

!Certificación
!Ventas/Unidades
|-
| México (AMPROFON)
|platino
|40,000